# بانکوک پست
بانکوک پست یک روزنامه انگلیسی-زبان است که در بانکوک، تایلند منتشر می‌شود. این روزنامه در فرمت‌های روزنامه قطع بزرگ و دیجیتال منتشر می‌شود. اولین شماره آن در روز ۱ اوت ۱۹۴۶ فروخته شد. این روزنامه در آن موقع دارای چهار صفحه بود و یک بات قیمت داشت، در آن زمان که یک بات به صورت یک اسکناس کاغذی بود، مقدار قابل توجهی می‌باشد. این قدیمی‌ترین روزنامه تایلند است که هنوز منتشر می‌شود. تیراژ روزانه بانکوک پست ۱۱۰٬۰۰۰ عدد است که ۸۰ درصد آن در بانکوک و مابقی در سراسر کشور توزیع می‌شود. این نشریه، روزنامه رکورد تایلند محسوب می‌شود.
از ماه ژوئیه ۲۰۱۶ تا اواسط مه ۲۰۱۸، سردبیر بانکوک پست اومش پاندی بود. در روز ۱۴ مه ۲۰۱۸، پاندی پس از اینکه از کاهش پوشش خبری انتقادی علیه حزب نظامی حاکم امتناع کرد، «مجبور به کناره‌گیری» از سردبیری شد.